# Alle gjør det
Alle gjør det är ett musikalbum med Jan Eggum och sånggruppen Blåtur. Albumet utgavs 2004 av skivbolaget Kirkelig Kulturverksted.

## Låtlista
1. "Kompet går" – 3:34
2. "Å for en morgen" – 3:34
3. "Den beste" – 3:18
4. "Alle gjør det" – 2:51
5. "Filmen blir bedre" – 3:46
6. "Virtuelle venner" – 2:21
7. "Storebror" – 5:18
8. "Se og se" – 3:54
9. "Når en hedning feirer jul" – 3:38
10. "Hold ut" – 3:10

- Alla låtar skrivna av Jan Eggum.

## Medverkande
Musiker
- Jan Eggum – sång, gitarr
- Blåtur:
  - Bjørn Holum – sång (bas), dirigent
  - Eivind Vatsaas – sång (tenor)
  - Tina Brandal - sång (sopran)
  - Tone Merethe Vollen Sperrevik – sång (sopran)
  - Per Gunnar Heltne – sång (baryton)
  - Guro Håvik – sång (alt)
  - Merete Brandal Godø – sång (alt)
- Håkon Iversen – programmering, dirigent

Produktion
- Håkon Iversen – musikproducent, ljudtekniker, ljudmix
- Björn Engelmann – mastering
- Laila Kongevold – omslagsdesign